# Bones (chanson d'Equinox)
Pour les articles homonymes, voir Bones (homonymie).
Chansons représentant la Bulgarie au Concours Eurovision de la chanson
Beautiful Mess
(2017) Tears Getting Sober
(2020)
Bones (« Os ») est une chanson interprétée par le groupe bulgare Equinox.
C'est la chanson qui représente la Bulgarie au Concours Eurovision de la chanson 2018. Elle est intégralement interprétée en anglais, et non en bulgare, le choix de la langue étant libre depuis 1999.

## Concours Eurovision de la chanson

### Sélection nationale
Le 12 mars 2018, la chanson Bones du groupe Equinox a été sélectionnée par la Télévision nationale bulgare (BNT) à la suite d'une sélection interne, et sera ainsi la chanson représentant la Bulgarie au Concours Eurovision de la chanson de 2018.

### À Lisbonne
Lors de la première demi-finale le 8 mai 2018, Bones est la 10e chanson interprétée sur 19 suivant La forza de l'Estonie et précédant Lost and Found de la Macédoine. Elle s'est qualifiée pour la finale en terminant 7e parmi les dix chansons les mieux classées.
Bones est la 18e chanson interprétée lors de la finale, le 12 mai 2018, après Monsters de la Finlande et avant My Lucky Day de la Moldavie. À l'issue du scrutin, la chanson s'est classée 14e sur 26 avec 166 points, obtenant 100 points des jurys et 66 points des télévotes,.

## Liste des pistes
| 1. | Bones | 2:59 |

## Classements

### Classements hebdomadaires
| Classement (2018)                    | Meilleure position |
| ------------------------------------ | ------------------ |
| Bulgarie (Radiomonitor)              | 10                 |
| Grèce Digital Songs (IFPI Greece)    | 50                 |
| Suède Heatseeker (Sverigetopplistan) | 4                  |

## Historique de sortie
| Région / Pays | Date         | Format                   | Label     |
| ------------- | ------------ | ------------------------ | --------- |
| Monde entier  | 12 mars 2018 | Téléchargement numérique | Symphonix |